# Diataga brasiliensis
Diataga brasiliensis är en fjärilsart som beskrevs av Aleksei Konstantinovich Zagulajev 1966. Diataga brasiliensis ingår i släktet Diataga och familjen äkta malar. Inga underarter finns listade i Catalogue of Life.